# Ouvidor geral
Ouvidor geral — urząd, a pierwotnie stanowisko, w dawnej, kolonialnej Brazylii (będącej wówczas częścią portugalskiego imperium kolonialnego), będący połączeniem głównego sędziego kolonii i nadzorcy spraw sądowych. Urząd ten powołano w 1549 roku wraz z przybyciem do Brazylii jej pierwszego gubernatora, Tomego de Sousy. Jego przedstawiciele urzędowali w Salvadorze, ówczesnej stolicy tej kolonii.